# FV Stahl Finow
Der 1. FV Stahl Finow ist ein deutscher Fußballverein aus dem Eberswalder Ortsteil Finow. Heimstätte der Brandenburger ist das Stadion am Wasserturm, welches 2500 Zuschauern Platz bietet.

## Verein

Historisches Logo der BSG Stahl Finow

Der FV Stahl Finow wurde im Jahr 1946 als SG Finow gegründet. Mit dem Einsteigen des ortsansässigen Trägerbetriebes VEB Walzwerk Finow agierte die Mannschaft ab 1950 unter dem Namen BSG Stahl Finow. Bereits 1950 erreichte Stahl Finow mit dem Achtelfinaleinzug im FDGB-Pokal einen ersten Erfolg, scheiterte aber an EHW Thale deutlich mit 1:14. 1952 war Stahl Finow Gründungsmitglied der drittklassigen Bezirksliga Frankfurt, aus der Finow in den Fünfziger- und Sechzigerjahren zweimal in die Bezirksklasse abstieg. 
1974 gewann Stahl Finow erstmals vor Lokalrivalen Lokomotive Eberswalde die Frankfurter Bezirksmeisterschaft und stieg in die DDR-Liga auf. Die zweithöchste Spielklasse der DDR konnten die Brandenburger vorerst zwei Spielzeiten halten. In der Saison 1976/77 stieg Finow gemeinsam mit EAB 47 Berlin und der TSG Neustrelitz wieder in die Bezirksliga ab. 1980 gelang mit knappen Vorsprung vor der zweiten Vertretung von Chemie PCK Schwedt das letzte Mal die Rückkehr in den höherklassigen Fußball. Mit lediglich vier Saisonpunkten war Finow chancenlos und verließ die Liga mit Motor Hennigsdorf erneut.
Nach der Wende wurde der in SV Stahl Finow umbenannte Mehrspartenverein in die Verbandsliga Brandenburg integriert. Am 1. Juli 2004 löste sich die Fußballabteilung aus dem Verein heraus und gründete den 1. FV Stahl Finow. Auf sportlicher Ebene erwies sich Stahl Finow als konstant und pendelt seit 1990 zwischen Verbands- und Landesliga. In der Saison 2009/2010 mussten dann der Abstieg in die Landesklasse Nord erfolgen. Im 2. Jahr gelang jedoch der direkte Aufstieg als Meister der Landesklasse Nord. Im folgenden Jahr erfolgte jedoch wieder der Abstieg. Bis zur Saison 2015/2016 konnte dann die Landesklasse Nord gehalten werden. Im Jahr darauf folgte der Abstieg in die Kreisoberliga Oberhavel / Barnim.
Seit der Saison 2017/2018 agieren die Fußball-Mannschaft vom 1. FV Stahl Finow und dem SV Lichterfelde als Spielgemeinschaft unter dem Namen SpG Finow / Lichterfelde.

## Statistik
- Teilnahme DDR-Liga: 1974/75 bis 1976/77, 1981/82
- Ewige Tabelle der DDR-Liga: Rang 123

## Personen
- Mike Rietpietsch
- Meinhard Uentz